# Choque e pavor
Choque e pavor, ou Shock and awe (inglês), tecnicamente conhecida como domínio rápido (inglês: rapid dominance), é uma doutrina militar baseada no uso de força avassaladora, percepção dominante do campo de batalha, manobras dominantes e mostras espetaculares de força para paralisar a compreensão do adversário e destruir sua vontade de lutar. A doutrina foi escrita por Harlan K. Ullman e James P. Wade em 1996 e é uma criação da National Defense University, dos Estados Unidos.

## Doutrina do domínio rápido
O domínio rápido é definido por seus autores, Harlan K. Ullman e James P. Wade, como tentando “afetar a vontade, percepção e entendimento do adversário de preparar-se ou responder à nossa política estratégica através da imposição do Choque e Pavor.” Adiante, o domínio rápido irá:
“impor esse nível avassalador de Choque e Pavor contra um adversário num momento imediato ou suficiente para paralisar sua vontade de continuar. (…) [irá] ganhar controle do ambiente e paralisar ou sobrecarregar de tal forma a percepção e entendimento dos eventos por parte do adversário que este seria incapaz de resistência tática e estratégica.”
Introduzindo a doutrina num relatório à National Defense University em 1996, Ullman e Wade descreveram-na como uma tentativa de desenvolver uma doutrina militar pós-Guerra Fria para os Estados Unidos. Domínio rápido e que e pavor, eles escreveram, talvez se torne uma “mudança revolucionária” à medida que o exército americano é reduzido em tamanho e a tecnologia da informação é, de modo crescente, integrada ao cenário de guerra.” Autores militares subseqüentes têm escrito que o domínio rápido explora a “superioridade tecnológica, combate de precisão e domínio de informação” dos Estados Unidos.
Ullman e Wade identificam quatro características vitais do domínio rápido: “conhecimento e entendimento quase total ou absoluto de si próprio, do adversário e do ambiente; rapidez e senso de oportunidade em aplicação; inteligência operacional em execução; e controle e gerenciamento [quase] totais de todo o ambiente operacional.” Choque e pavor é mais usado por Ullman e Wade como o efeito que o domínio rápido procura impor ao adversário. É o desejado estado de desamparo e falta de vontade. Ele pode se induzido, eles escreveram, por força direta aplicada aos centros de comando e controle, negação seletiva de informação e disseminação de contrainformação, força de combate avassaladora e rapidez de ação.
A doutrina de domínio rápido tem evoluído a partir do conceito de “força decisiva”. Ullman e Wade enumeraram os elementos entre os dois conceitos em termos de objetivo, uso da força, tamanho da força, âmbito, velocidade, baixas e técnica.

### Baixas civis e destruição de infraestrutura
Embora Ullman e Wade declarem que a necessidade de “minimizar baixas civis, perdas de vidas e efeitos colaterais” é uma “sensibilidade política [que precisa] ser entendida logo no início”, sua doutrina de domínio rápido requer a capacidade de interromper “meios de comunicação, transporte, produção de alimentos, abastecimento de água e outros aspectos da infraestrutura”, e, na prática, “o equilíbrio apropriado de Choque e Pavor deve causar (…) a ameaça e medo da ação que talvez interrompa toda ou parte da sociedade adversária ou deixar sua capacidade de lutar inútil devido à completa destruição material.”
Reiterando o exemplo numa entrevista à CBS News meses antes da Operação Liberdade do Iraque, Ullman disse: “Você está sentado em Bagdá,  você é o general, e de repente 30 de seus quartéis-generais das suas divisões foram eliminados. Você também paralisa a cidade. Com isso eu quero dizer que você acaba com a energia e a água deles. Em 2, 3, 4, 5 dias eles estão fisicamente, emocionalmente e psicologicamente esgotados.”